# Chavo Guerrero sr.
Salvador Guerrero II, beter bekend onder zijn worstelnaam Chavo Guerrero (sr.) (El Paso (Texas), 7 januari 1947 – El Paso, 11 februari 2017), was een Amerikaans professioneel worstelaar.
Hij was de oudste zoon van Gory Guerrero en zijn zoon Chavo Guerrero jr. worstelde ook voor WWE. Chavo Guerrero sr. overleed in 2017 op 68-jarige leeftijd aan leverkanker.

## In worstelen
- Aanval en kenmerkende bewegingen
  - Gory Special
  - Moonsault
  - Sitout spinebuster
  - DDT
  - Dropkick
  - Short-arm clothesline
  - Frog-splash

- Managers
  - Dark Journey
  - Baby Doll
  - Sir Oliver Humperdink
  - Chavo Guerrero jr.

## Erelijst
- All Japan Pro Wrestling
  - NWA International Junior Heavyweight Championship (1 keer)

- Atlantic Coast Championship Wrestling
  - ACCW Heavyweight Championship (2 keer)

- Championship Wrestling from Florida
  - NWA United States Tag Team Championship (1 keer met Héctor Guerrero)

- Eastern Wrestling Federation
  - EWF Heavyweight Championship (2 keer)

- Empire Wrestling Federation
  - EWF Heavyweight Championship (1 keer)

- Hollywood Heavyweight Wrestling
  - HHW Heavyweight Championship (1 keer)

- International Wrestling Federation
  - IWF Heavyweight Championship (1 keer)

- NWA Hollywood Wrestling
  - NWA Americas Heavyweight Championship (15 keer)
  - NWA Americas Tag Team Championship (11 keer; 2x met Raul Mata, 1x met John Tolos, 1x met Gory Guerrero, 1x met Butcher Vachon, 1x met Victor Rivera, 1x met The Canadian, 1x met Héctor Guerrero, 1x met El Halcon, 1x met Black Gordman en 1x met Al Madril)
  - NWA World Light Heavyweight Championship (2 keer)

- New Japan Pro Wrestling
  - NWA International Junior Heavyweight Championship (2 keer)

- Southwest Championship Wrestling / Texas All-Star Wrestling
  - SCW Southwest Junior Heavyweight Championship (1 keer)
  - SCW World Tag Team Championship (1 keer met Manny Fernandez)
  - TASW Heavyweight Championship (1 keer)
  - TASW Texas Tag Team Championship (2 keer; 1x met Al Madril en 1x met hijzelf)

- World Wrestling Association
  - WWA World Trios Championship (1 keer met Mando & Eddie Guerrero)

- World Wrestling Entertainment
  - WWE Cruiserweight Championship (1 keer)

- Wrestling Observer Newsletter awards
  - Best Wrestling Maneuver (1986) Moonsault block